# Karl-Heinz Baumann
Karl-Heinz Baumann (* 5. Februar 1946) ist ein ehemaliger deutscher Fußballspieler.

## Leben
Abwehrspieler Baumann trat mit dem HSV Barmbek-Uhlenhorst in der Regionalliga an. Im Dezember 1972 traf er mit seiner Mannschaft im DFB-Pokal auf den FC Bayern München und verlor im Olympiastadion mit 0:7. Er belegte mit dem HSV Barmbek-Uhlenhorst 1973/1974 den fünften Rang in der Nordstaffel der Regionalliga, dadurch zog man in die neugegründete 2. Fußball-Bundesliga ein.
In der Zweitliga-Saison 1974/75 bestritt er 34 Punktspiele und war der Spieler Barmbek-Uhlenhorsts mit den viertmeisten Einsatzminuten. Jedoch stieg man als Tabellenletzter mit nur sechs Siegen, acht Unentschieden und 24 Niederlagen aus der 2. Bundesliga ab. Später spielte Baumann für den VfB Lübeck.